# Kálmán Ödön
Kálmán Ödön, születési nevén Kohn Ödön (Kunszentmárton, 1886. október 26. – Budapest, Kőbánya, 1951. március 11.) jászberényi főrabbi 1911–1921 között, 1921-től kőbányai főrabbi, 1935–1950 között alma materének, az Országos Rabbiképző Intézetnek a tanára volt.

## Életrajza
Kohn János és Kohn Regina fia. 1906 és 1911 között a budapesti Országos Rabbiképző növendéke volt, s közben egy évig Wrocław-ban tanult, az ottani híres rabbiképzőben. 1910-ben sikerrel védte meg doktori disszertációját a Budapesti Tudományegyetem Bölcsészeti Karán.
1912. január 24-én tett rabbi-képesítő vizsgát a Dr. Steinherz Jakab vezette bizottság előtt és avatták rabbivá. Jászberénybe hívták meg rabbinak, ahol 10 éven át szolgálta közösségét, közben az első világháborúban tábori rabbiként szolgált.
1921-ben Kőbányára hívták, az akkoriban önálló Kőbányai Izraelita Hitközség választotta meg rabbijának, majd főrabbijának.
Hosszabb-rövidebb írásai, cikkei, tanulmányai többek között az IMIT Évkönyveiben, a Magyar-Zsidó Szemlében, a Századokban, az Egyetemes Philologiai Közlönyben, a Magyar Zsidó Almanachban, a Múlt és Jövőben, az Egyenlőségben és a Magyar Zsinagógában jelentek meg. Dr. Kálmán Ödön 1951. március 11-én halt meg Budapesten gyomorrák következtében.
Sírja a Rákoskeresztúri izraelita temető úgynevezett rabbi-parcellájában található.

## Családja
1912. január 28-án Budapesten, a Józsefvárosban házasságot kötött Strasser Vilmos és Polatschek Regina lányával, Strasser Margittal (1891–1963).
Gyermekei
- dr. Kálmán Zsuzsa (1912–2003) hitoktatónő, középiskolai tanárnő. Férje dr. Vidor Pál (1909–1945) budai rabbi volt.[5]
- Kálmán Judit (1924–?). Férje Hahn István (1913–1984) ókortörténész, egyetemi tanár, rabbi volt.[6]

## Emlékezete
A rabbi könyve című (Budapest, 1940) munkájával koronázta meg tudományos munkáját, amely generációk óta a gyakorló rabbi mindennapos kézikönyve.

## Művei
- A rabbi könyve (1940)
- A zsidók letelepülése a Jászságban (1916)
- Mióta hívják a jászokat filisteusoknak (1916) Századok
- József nádor megvédi a jászsági zsidókat (1916)
- Az összehasonlító vallástudomány száz éve (1948) I. M. I. T
- Zsidó történelmi olvasmányok (1931)